# Soave spumante
Il Soave Spumante è un vino DOC la cui produzione è consentita nella provincia di Verona.
Questo spumante dal gusto moderno e seducente conserva a pieno titolo la nobiltà di una tradizione importante. 

## Caratteristiche organolettiche
- colore: giallo paglierino tendente a volte al verdognolo brillante - spuma fine e persistente.
- odore: vinoso con caratteristico profumo intenso e delicato.
- sapore: di medio corpo, armonico, leggermente amarognolo nei tipi extra brut, brut o extra dry o dry.

Grazie ad una vinificazione accurata e una prolungata permanenza sulle fecce del vino, ottenuto dal vitigno tipico del Soave, la Garganega, si ottiene un brut dal “perlage” fine e persistente con profumi eleganti, fragrante ed armonico in bocca.

## Zona di produzione
La zona di produzione del Soave è situata nella parte orientale dell'arco collinare della provincia di Verona (a nord dell'autostrada Serenissima, tra il 10º e il 25º km della VR-VE). Essa comprende in tutto o in una parte i territori dei comuni di Soave, Monteforte, San Martino B.A. , Lavagno, Mezzane, Caldiero, Colognola, Illasi, Cazzano, San Bonifacio, Roncà, Montecchia e S. Giovanni Ilarione. 

## Abbinamenti consigliati
Ideale per antipasti e per tanti momenti di festa. 

## Produzione
Provincia, stagione, volume in ettolitri
- nessun dato disponibile